# بي. سي. موهان
بي. سي. موهان هو سياسي هندي، ولد في 24 يوليو 1963 في بنغالور في الهند. نشط حزبياً في حزب بهاراتيا جاناتا. وقد انتخب Member of the 17th Lok Sabha ‏ عن دائرة Bangalore Central Lok Sabha constituency ‏ وقد انضم خلال فترته النيابية ‏ للكتلة البرلمانية حزب بهاراتيا جاناتا وانتخب عضو لوك سابها الخامس عشر ‏ عن دائرة Bangalore Central Lok Sabha constituency ‏ وقد انضم خلال فترته النيابية للكتلة البرلمانية حزب بهاراتيا جاناتا وفي 2014 Indian general election in Bangalore Central Lok Sabha constituency ‏، انتخب عضو لوك سابها السادسة عشر ‏ عن دائرة Bangalore Central Lok Sabha constituency ‏ وقد انضم خلال فترته النيابية ‏ للكتلة البرلمانية حزب بهاراتيا جاناتا.